# 香川県立高等技術学校
香川県立高等技術学校（かがわけんりつ こうとうぎじゅつがっこう）は、香川県高松市及び丸亀市にある職業能力開発促進法に基づく職業能力開発校である。

## 概要
2011年（平成23年）4月1日に旧香川県立高松高等技術学校及び丸亀高等技術学校が統合され、香川県立高等技術学校となった。このため、当校は1校2キャンパス制であり、旧校の施設を流用した高松校舎と丸亀校舎で職業訓練等が行われている。

## 沿革
- 2011年（平成23年）4月1日 - 香川県立高松高等技術学校及び香川県立丸亀高等技術学校を統合し、香川県立高等技術学校となる[1]。

### 旧香川県立高松高等技術学校（高松校舎）
- 1949年（昭和24年）4月 - 香川県立高松公共職業補導所として設置。
- 1958年（昭和33年）4月 - 高松公共職業訓練所に改称。
- 1965年（昭和40年）7月 - 現在地へ移転。
- 1967年（昭和42年）10月 - 香川県立高松高等技術学校に改称。
- 1969年（昭和44年）7月 - 香川県技術開発センターを設置。
- 1975年（昭和50年）4月 - 高卒者対象の訓練科を新設。
- 1990年（平成2年）4月 - 高卒者訓練に2年制を導入。

### 旧香川県立丸亀高等技術学校（丸亀校舎）
- 1945年（昭和20年）9月 - 丸亀市通町に建築工補導所として設置。
- 1950年（昭和25年）4月 - 現在地へ移転し、丸亀公共職業補導所に改称。
- 1958年（昭和33年）7月 - 香川県丸亀職業訓練所に改称。
- 1967年（昭和42年）10月 - 香川県立丸亀高等技術学校に改称。
- 1980年（昭和55年）4月 - 香川県成人訓練センターを設置。
- 2002年（平成14年）4月 - 成人訓練センターを廃止し、本校に統合。

## 訓練科
| - 技術専門コース（期間2年 高校卒業以上-40歳未満対象） - 電気システム科 - 自動車工学科 - 建築システム科 - 機械システム科 - 求職者向けコース（期間1年 15歳以上求職者対象） - 塗装技術科 - 求職者向けコース（期間6カ月 15歳以上求職者対象） - 造園科 - デザイン科 - 求職者向けコース（期間２カ月 15歳以上求職者対象） - 介護サービス科 | - - 求職者向けコース（期間6カ月 15歳以上求職者対象） - 電気設備科 - 建築施工CAD科 - 金属ものづくり科 - パソコンCAD科 - 情報ビジネス科 |

## 所在地

### 高松校舎
〒761-8031 香川県高松市郷東町字新開587番地1
交通アクセス
ことでんバスイオン高松線（北ルート）「警察学校前」バス停：徒歩8分
JR予讃線香西駅：徒歩25分
JR高徳線昭和町駅：徒歩25分

### 丸亀校舎
〒763-8513 香川県丸亀市港町307番地
交通アクセス
JR予讃線丸亀駅：徒歩12分